# Sami Blood
Sami Blood (en sueco, Sameblod) es una película sueca de 2016, escrita y dirigida por Amanda Kernell, fue su debut cinematográfico. Los primeros 10 minutos de la película (y parte del final) provienen directamente del cortometraje Stoerre Vaerie (2015), la primera película de Kernell con temas sami, nominada al Gran Premio del Jurado de Cortometraje en el Festival de Cine de Sundance, Park City, Utah, EE . UU.
La película está ambientada en Suecia en la década de 1930 y trata sobre una niña de 14 años que experimenta prejuicios en un internado para niños del pueblo lapón, y decide escapar de su ciudad y ocultar su herencia sami. Partes de la historia están inspiradas en la propia abuela de Kernell.  
La película se estrenó en la 73 edición del Festival de Cine de Venecia en la sección Venice Days, en la que fue galardonada con el Premio Europa Cinemas Label y el Premio Fedeora a la Mejor Directora Debut. Ganó el Premio Lux 2017 y fue nominada para el Nordic Council Film Prize 2017.

## Argumento
La película está ambientada en la década de 1930 con una historia encuadrada en la actualidad. Al comienzo de la película, Christina, de 78 años, una mujer sami cuyo nombre de niña era Elle-Marja, viene con su hijo Olle y su nieta Sanna a un pequeño pueblo en algún lugar de la Laponia sueca para asistir al funeral de su hermana menor. Christina no quiere estar ahí. No le gusta la gente de Sami, los llama ladrones y mentirosos, y se molesta cuando la gente le habla en su primer idioma, Sami del Sur, que ya no puede entender. Incluso se niega a pasar la noche en la casa familiar de su difunta hermana y prefiere registrarse en un hotel.
Por la noche en el hotel, Christina recuerda su infancia y los hechos que la alejaron de su comunidad.
En la década de 1930, Elle-Marja, de 14 años, es enviada con su hermana menor Njenna a la escuela nómada. Es un internado para niños Sami donde una profesora rubia de Småland, llamada Christina Lajler, les enseña sueco, ya conocer su lugar. Hablar sami, incluso entre ellos mismos fuera del aula. Elle-Marja es una de las mejores estudiantes, con una puntuación perfecta en sus exámenes y se esfuerza por perfeccionar su sueco. Su maestra fomenta su interés por la lectura y le regala un libro de poesía de Edith Södergran. Elle-Marja se siente alienada de los otros niños sami, y su sentimiento de alienación se intensifica cuando científicos del Statens institut för rasbiologi (Instituto Estatal de Biología Racial) en Upsala vienen a la escuela para medir la cabeza de los niños y tomar fotos de ellos desnudos., ignorando sus preguntas sobre lo que está pasando y sin tener en cuenta su vergüenza por tener que desvestirse en presencia el uno del otro, el maestro y los chicos del barrio que tienen permitido mirar por las ventanas.

## Antecedentes
Durante el siglo XX, los sámis fueron retratados como salvajes con ojos "suecos" en muchas producciones cinematográficas.  En ese momento, la sociedad sueca en general consideraba a los sámis como inferiores, menos inteligentes e incapaces de sobrevivir en una ciudad civilizada. Por un lado, trataron constantemente de asimilar al pueblo sami, pero por otro lado, creían que los sámis debían ser segregados y permanecer en su forma de vida tradicional, por lo que nunca dejaron de enfatizar la diferencia entre ellos.
Según Monica Kim Mecsei, las últimas décadas han sido testigos del cambio de la descripción de la cultura sami en el cine, desde una perspectiva de afuera a una de adentro. Sami Blood es exactamente el ejemplo. Se centra en la juventud de una niña sami Elle Marja (la otra) y narra su historia de convertirse en otra persona. Frente al racismo, algunos optan por aislarse en su propia cultura, mientras que otros optan por ingresar a la mayoría principal. Elle-Marja y su hermana Njenna están en la misma situación, pero toman decisiones completamente diferentes. Elle-Marja desea hacerse pasar por una "sueca normal", mientras que Njenna está orgullosa de su sangre sami y se niega a hacer cambios. Son dos actitudes típicas hacia la nueva cultura. ¿Estar aislado o ser asimilado? Sami Blood no hace juicios de valor sobre las opciones, solo presenta el fenómeno a la audiencia. Ninguno de los dos tiene razón ni está equivocado. Los jóvenes indígenas enfrentan una crisis de identidad propia que fue, es y puede ser un problema universal en todo el mundo. La historia describe la crisis de identidad propia de una niña sami, pero más que eso, también se centró en el dilema entre el pueblo sami. Por lo tanto, se supone que Sami Blood es una parte importante del cine sami en la historia del cine sueco.
Según Mescei, se ha creado cierta iconografía sami desde que el pueblo sami apareció por primera vez en la pantalla en 1947. Los sámis estaban asociados con las tierras altas de las montañas, la caza, la recolección, los renos y el nomadismo. El pueblo sami estuvo representado con tiendas de campaña, chozas, los coloridos trajes tradicionales y esquiadores en paisajes nevados. Esta iconografía se creó para definir la cultura sami en general y a menudo se usaba con una visión imperialista y turística de la cultura sami. Esto refuerza cierto estereotipo del pueblo sami. El pueblo sami ha sido estereotipado, por un lado,como salvajes, bárbaros y demoníacos en contraste con el pueblo sueco o noruego y por otro lado, han sido vistos como los nobles salvajes que viven homogéneamente con la naturaleza, creando una idea romántica de la identidad sami. Sami Blood utiliza esta iconografía sami, no como un espectáculo, sino como una parte activa de la narrativa. Este es también un ejemplo de la perspectiva interna que tiene esta película sobre la cultura sami.

## Reparto
- Lene Cecilia Sparrok - Elle-Marja (joven)
- Maj-Doris Rimpi - Christina / Elle-Marja (antiguo)
- Mia Sparrok - Njenna
- Julius Fleischanderl - Niklas
- Hanna Alström - Christina Lajler, profesora de la escuela nómada
- Olle Sarri - Olle
- Anne Biret Somby - Sanna
- Anders Berg - científico del instituto de biología racial
- Katarina Blind - Anna, la madre de Elle-Marja
- Beata Cavallin - Hedda
- Malin Crépin - Elise, la madre de Niklas
- Ylva Gustafsson - Laevie
- Tom Kappfjell - Aajja
- Anna Sofie Bull Kuhmunen - Anna-Stina
- Andreas Kundler - Gustav

## Producción
Sami Blood es el primer largometraje de ficción que ha recibido financiación del International Sami Film Institute. Como resultado de un cortometraje realizado por Kernell que se proyectó en el Festival de Cine de Sundance de 2015, la película se rodó en parte en Tärnaby - Hemavan, en el norte de Suecia,  y en parte en Upsala y Estocolmo.
Amanda Kernell, la directora de Sami Blood, quien tiene un padre Sami y una madre sueca, mencionó en una entrevista que aunque la película trata sobre la sociedad sueca de los años 30, no solo quería convertirla en una película histórica que mostrara una realidad falsa, sino quería que fuera auténtico y comunicara sentimientos reales. Se preocupó mucho por cada detalle, como los lugares de rodaje y el casting. La niña que interpretó a Elle-Marjar, comentó la directora, es una verdadera niña Sami que se dedica al pastoreo de renos en su vida cotidiana. Además de esto, algunas historias de la película se basaron en experiencias reales que había tenido antes o en anécdotas reales que escuchó de su familia y de los sami a través de entrevistas. Mediante el uso de su propia identidad y los materiales que pudo encontrar, Amanda logró representar la atmósfera negativa matizada que fluía entre lo dominante y lo dominado en la sociedad sueca de los años treinta.

## Premios
- Primer premio en el Festival de Cine de Göteborg 2017, el Premio Dragon a la Mejor Película Nórdica. Además, Sophia Olsson ganó el Premio de Cinematografía Sven Nykvist por la película.[8]
- En el 57 ° Festival Internacional de Cine de Thessaloniki, la película ganó el premio Human Values.[9]
- En el Festival Internacional de Cine de Tokio, ganó el segundo premio en la competencia con jurado y Lene Cecilia Sparrok ganó el premio a la mejor actriz. Sparrok (un pastor de renos adolescente en la vida real) pronunció su discurso de aceptación en sami.[10]
- En el Festival de Cine de Venecia, la película se proyectó en la sección Venice Days y ganó el Premio Fedeora al Mejor Director Joven y el Sello Europa Cinemas (a la mejor película europea en los Venice Days).[11]
- En el Festival Internacional de Cine de Santa Bárbara, la película ganó el premio Valhalla a la mejor película nórdica. El 14 de noviembre de 2017 ganó el Premio Lux.[12]